# Orinoca
Orinoca ist eine Ortschaft im Departamento Oruro im Hochland des südamerikanischen Anden-Staates Bolivien.

## Lage im Nahraum
Orinoca ist zentraler Ort des Kanton Orinoca im Municipio Andamarca in der Provinz Sud Carangas. Die Ortschaft liegt auf einer Höhe von 3788 m knapp zwanzig Kilometer westlich des Poopó-Sees auf dem bolivianischen Hochland.

## Geographie
Orinoca liegt am östlichen Rand des bolivianischen Altiplano und westlich der Anden-Gebirgskette der Cordillera Central. Das Klima ist ein typisches Tageszeitenklima, bei dem die täglichen Temperaturschwankungen stärker ausfallen als die mittleren Schwankungen zwischen den Jahreszeiten.
Die mittlere Durchschnittstemperatur der Region liegt bei knapp 9 °C (siehe Klimadiagramm Pampa Aullagas) und schwankt zwischen 4 °C im Juni und Juli und 11 °C in den Sommermonaten von November bis März. Der Jahresniederschlag beträgt weniger als 300 mm bei einer ausgeprägten Trockenzeit von April bis November mit Monatsniederschlägen unter 15 mm und einem Höchstwert von 75 mm im Januar.

## Verkehr
Orinoca liegt in einer Entfernung von 162 Straßenkilometern südlich von Oruro, der Hauptstadt des gleichnamigen Departamentos.
Bis vor wenigen Jahren war die Ortschaft nur über unbefestigte Straßenverbindungen erreichbar und wurde zweimal wöchentlich von einer Buslinie angefahren. Nach der Wahl von Evo Morales, der aus der Region Orinoca stammt, zum Staatspräsidenten hat die Region jedoch eine Aufwertung erfahren und ist jetzt mindestens aus südlicher Richtung über Pampa Aullagas und Santuario de Quillacas auf einer asphaltierten Straße zu erreichen.
Von Norden her, von Oruro, führt die unbefestigte Nationalstraße Ruta 12 in südwestlicher Richtung 62 Kilometer über Toledo bis Villa Copacabana. Von dort zweigt eine ebenfalls unbefestigte Landstraße nach Süden ab, die über Laca Laca Quita Quita nach Andamarca und Eduardo Avaroa führt und von dort weiter nach Orinoca. Die Straße führt von hier aus weiter in südwestlicher Richtung zu der Ortschaft Pampa Aullagas am Südrand des Poopó-Sees.
Am 8. Januar 2016 fuhren die Lastwagen der Rallye Dakar 2016 an Orinoca vorbei.

## Bevölkerung
Nachdem sich die Einwohnerzahl der Ortschaft in dem Jahrzehnt von 1992 bis 2001 mehr als halbiert hatte, ist sie seither wieder auf ein Mehrfaches angestiegen:
| Jahr | Einwohner | Quelle       |
| ---- | --------- | ------------ |
| 1992 | 389       | Volkszählung |
| 2001 | 163       | Volkszählung |
| 2012 | 638       | Volkszählung |
| 2024 |           | Volkszählung |

Die Region weist einen hohen Anteil an Aymara-Bevölkerung auf, im Municipio Andamarca sprechen 88,5 Prozent der Bevölkerung Aymara.

## Söhne und Töchter des Ortes
Der ehemalige bolivianische Präsident Evo Morales stammt aus dem Dorf Isallavi bei Orinoca.